# Pemoeda

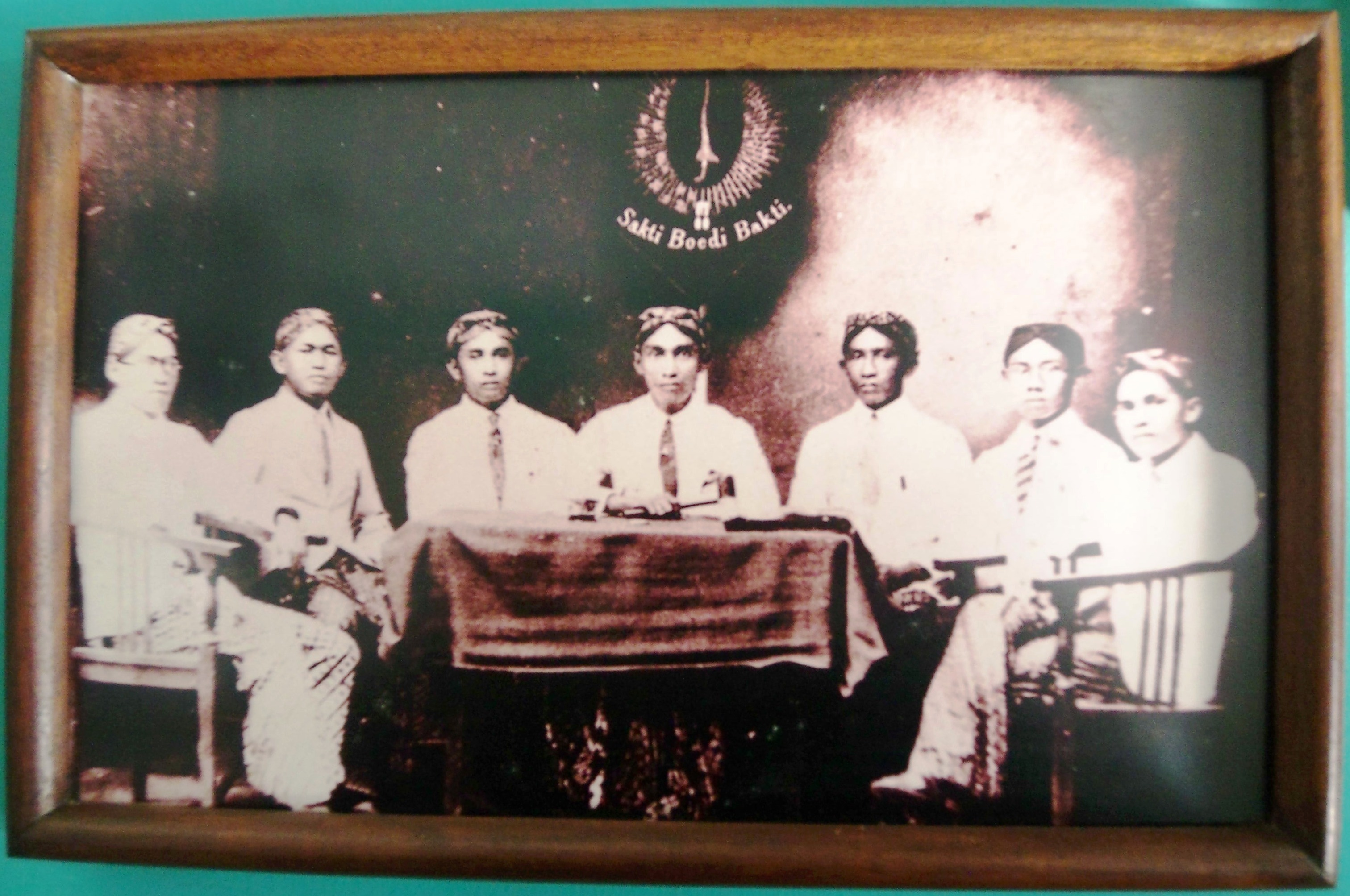

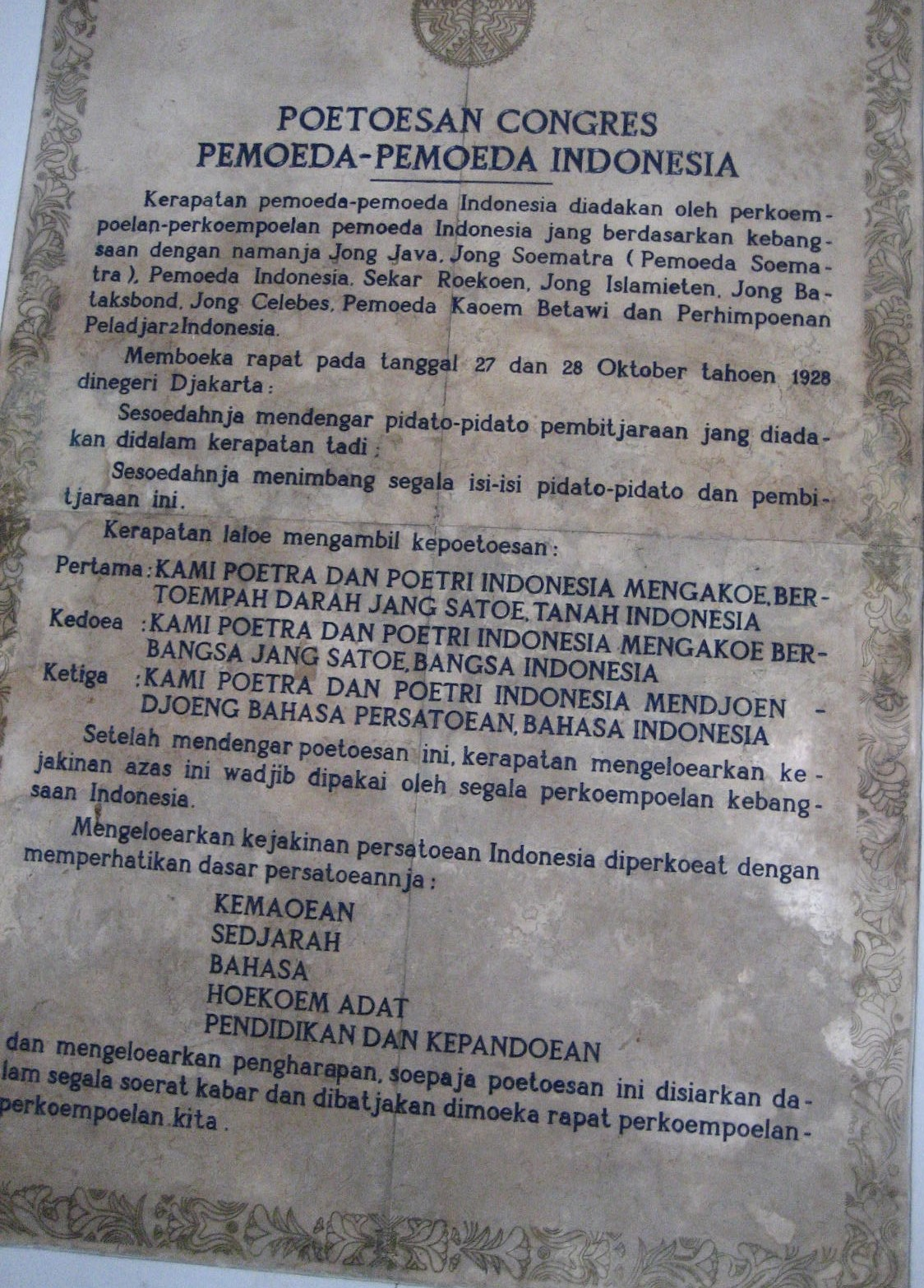
Historische Indonesische jeugdbelofte, Sumpah Pemuda in 1928

Pemoeda betekent letterlijk jongeren, jeugd.  Pemoeda Indonesia was een in de jaren twintig van de 20e eeuw door de Algemeene Studieclub te Bandoeng gestichte nationalistische jeugdorganisatie in toenmalig Nederlands-Indië. 
Tijdens de Japanse bezetting speelden de Japanners in op de nationalistische gevoelens van de zogenaamde "pemoeda's": die term werd inmiddels gebruikt als aanduiding voor verschillende jongerengroeperingen op Java. Veel van hen ondergingen een paramilitaire training in aanvalstechnieken met bamboespiesen en kapmessen.

Deze groeperingen stelden zich geleidelijk aan steeds radicaler en onafhankelijker op. Tijdens de bezetting waren hierdoor Nederlanders (buitenkampers) en iedereen die Nederlandsgezind was hun leven niet zeker. Toen Japan op 14/15 augustus 1945 capituleerde verzetten de "pemoeda's" zich hevig tegen de terugkeer van het Nederlands gezag en iedereen die Nederlands was of met hen samenwerkte. Kort hierna riep Soekarno op 17 augustus 1945 onder druk van de "pemoeda's" de onafhankelijkheid van de Republik Indonesia uit. Dit was het begin van de Bersiap en onafhankelijkheidsoorlog.